# Rastrejador d'estrelles
Un rastrejador d'estels és un dispositiu òptic que mesura les posicions de les estrelles mitjançant una fotocèl·lula o una càmera digital. Atès que la posició de molts estels ha estat mesurada pels astrònoms amb un alt grau de precisió, es pot utilitzar un rastreig d'estrelles en un satèl·lit artificial o una nau espacial per poder determinar l'orientació de la nau espacial respecte dels estels. Per fer-ho, el rastreig d'estrelles ha d'obtenir una imatge des estels, mesurar la seva posició aparent en el quadre de referència de la nau espacial i identificar les estrelles perquè la seva posició es pugui comparar amb la seva posició absoluta coneguda d'un catàleg d'estrelles. Un rastreig d'estrelles pot incloure un processador per identificar estrelles comparant el patró d'estrelles observades amb el patró conegut d'estrelles al cel.

## Orígens
A la dècada de 1950 i principis de la dècada de 1960, els seguidors estel·lars eren una part important dels primers míssils balístics i míssils de creuer, en l'època en què el sistema de navegació inercial (INS) no eren suficientment exactes per a intervals intercontinentals.
Seleccionar una estrella guia depèn del temps, a causa de la rotació de la Terra i de la ubicació de l'objectiu. Generalment cal utilitzar una selecció de diverses estrelles brillants. Per a sistemes basats exclusivament en el seguiment d'estrelles, es va preregistrar un tipus de mecanisme de gravació, normalment una cinta magnètica amb un senyal que representava l'angle de l'estrella durant el període d'un dia. En llançar-se, la cinta es va reenviar en el moment adequat.
Durant el vol el senyal de la cinta es va utilitzar per situar aproximadament un telescopi de manera que apuntés a la posició prevista de l'estrella. En el focus del telescopi hi havia una fotocèl·lula i algun tipus de generador de senyal, típicament un disc giratori conegut com un chopper . El chopper feia que l'estrella aparegués i desaparegués repetidament a la fotocèl·lula, produint un senyal que després es va filtrar per produir un senyal de corrent altern. La fase d'aquest senyal es va comparar amb la de la cinta per produir un senyal d'orientació.
Es podria millorar el sistema combinant-lo amb un INS, en aquest cas, un circuit addicional de l'INS va generar el senyal de referència, eliminant la necessitat de la cinta separada. Aquests sistemes "inercials estel·lars" van ser especialment comuns des de la dècada de 1950 fins a la dècada de 1980, encara que alguns sistemes encara els poden utilitzen avui dia.

## Tecnologia actual
Avui dia hi ha molts models disponibles. Els rastrejadors d'estrelles, que requereixen una alta sensibilitat, poden confondre's per la llum del sol reflectida per la nau espacial o per les partícules de gas d'escapament dels propulsors de la nau (reflexió del sol o contaminació de la finestra del rastreig de l'estel). Els rastrejadors d'estrelles també són susceptibles a una gran quantitat d'errors (baixa freqüència espacial, alta freqüència espacial, temporal...) a part d'una varietat de fonts d'error òptiques (aberració esfèrica, aberració cromàtica, etc.) També hi ha moltes fonts potencials de confusió per a la identificació d'estrelles algorisme (planetes, cometes, supernoves, el caràcter bimodal de la funció de dispersió de punt per a estrelles adjacents, altres satèl·lits propers, contaminació lumínica en punt de grans ciutats de la Terra...). Hi ha gairebé 57 estrelles de navegació brillants d'ús comú. Tanmateix, per a missions més complexes, s'utilitzen bases de dades de camps d'estrelles completes per a determinar l'orientació de les naus espacials. Un catàleg d'estrelles típic per a la determinació d'actitud d'alta fidelitat s'origina a partir d'un catàleg de bases estàndard (per exemple de l'Observatori Naval dels Estats Units) i després es filtra per eliminar les estrelles problemàtiques, per exemple a causa de la variabilitat de la magnitud aparent, incertesa de l'índex de color o una ubicació dins del diagrama Hertzsprung-Russell que impliqui una poca fiabilitat. Aquests tipus de catàlegs d'estrelles poden tenir milers d'estels emmagatzemats a la memòria a la nau espacial, o bé processats amb eines a la estació terrestre i després enviats a la nau.